# Декларација из Рија о животној средини и одрживом развоју
Декларација из Рија о животној средини и развоју, познатија као Декларација из Рија, представља кратки документ настао 1992. године на Конференцији о Животној средини и развоју Уједињених нација, неформално позната као Самит о Земљи. Декларација из Рија се састоји од 27 принципа који су створени са намером да буду водич државама у будућем одрживом развоју. Потписало ју је преко 170 држава. 

## Историја
Међународна заједница састала се два пута како би проценила напредак остварен у имплементацији принципа из документа; Први пут у Њујорку 1997. године током заседања Генералне Скупштине УН, а потом и други пут у Јоханезбургу 2002. године. Иако је документ помогао да се подигне свест о заштити животне средине, стварни докази показују да је мало остварено у погледу циљева постављених у документу 

## Види више
- Три генерације људских права